# Polynesia curtitibia
Polynesia curtitibia là một loài bướm đêm trong họ Geometridae.